# Баффало-Геп (Південна Дакота)
Баффало-Геп (англ. Buffalo Gap) — місто (англ. town) в США, в окрузі Кастер штату Південна Дакота. Населення — 131 особа (2020).

## Географія
Баффало-Геп розташоване за координатами 43°29′32″ пн. ш. 103°18′55″ зх. д. / 43.49222° пн. ш. 103.31528° зх. д. (43.492163, -103.315291).  За даними Бюро перепису населення США в 2010 році місто мало площу 0,79 км², уся площа — суходіл.

## Демографія
Згідно з переписом 2010 року, у місті мешкало 126 осіб у 66 домогосподарствах у складі 32 родин. Густота населення становила 159 осіб/км².  Було 85 помешкань (107/км²).
Расовий склад населення:
| - 91,3 % — білих - 7,1 % — корінних американців |

До двох чи більше рас належало 0,8 %. Частка іспаномовних становила 0,8 % від усіх жителів.
За віковим діапазоном населення розподілялося таким чином: 16,7 % — особи молодші 18 років, 58,7 % — особи у віці 18—64 років, 24,6 % — особи у віці 65 років та старші. Медіана віку мешканця становила 53,0 року. На 100 осіб жіночої статі у місті припадало 133,3 чоловіків;  на 100 жінок у віці від 18 років та старших — 133,3 чоловіків також старших 18 років.
Середній дохід на одне домашнє господарство  становив 27 035 доларів США (медіана — 20 625), а середній дохід на одну сім'ю — 33 943 долари (медіана — 34 250). За межею бідності перебувало 39,8 % осіб, у тому числі 33,3 % дітей у віці до 18 років та 55,3 % осіб у віці 65 років та старших.
Цивільне працевлаштоване населення становило 27 осіб. Основні галузі зайнятості: роздрібна торгівля — 25,9 %, публічна адміністрація — 18,5 %, будівництво — 18,5 %.